# Ocotea salvadorensis
Ocotea salvadorensis är en lagerväxtart som först beskrevs av Cyrus Longworth Lundell, och fick sitt nu gällande namn av H. van der Werff. Ocotea salvadorensis ingår i släktet Ocotea och familjen lagerväxter. Inga underarter finns listade i Catalogue of Life.